# Hyalinobatrachium pallidum
Espèce
Synonymes
- Centrolenella pallidum Rivero, 1985

Statut de conservation UICN

 EN B1ab(iii) : En danger
Hyalinobatrachium pallidum est une espèce d'amphibiens de la famille des Centrolenidae.

## Répartition
Cette espèce est endémique du Venezuela. Elle se rencontre dans l'État de Táchira à 1 758 m d'altitude dans la cordillère de Mérida et dans l'État de Zulia de 1 132 à 1 832 m d'altitude dans la Serranía del Perijá.

## Publication originale
- Rivero, 1985 : Nuevos centrolenidos de Colombia y Venezuela. Brenesia, vol. 23, p. 335-373.